# Orlando (romanzo)
Orlando (titolo originale Orlando: A Biography) è un romanzo di Virginia Woolf, pubblicato nel 1928. Ispirato alla tumultuosa storia familiare della poetessa e romanziera aristocratica Vita Sackville-West, amica e amante della Woolf, è uno dei suoi romanzi più popolari. Orlando è la storia della letteratura inglese in forma satirica: il libro descrive le avventure di un poeta che attraversa tutti i secoli vivendo tutte le sfumature dell'amore tanto da subire anche una mutazione di genere. Considerato un classico femminista, sul libro hanno scritto estesamente accademici della storia femminile, di genere e degli studi transgender.

## Tema
Il libro si presenta come un'immaginaria biografia, a tratti parodica. La stessa Virginia Woolf lo definì un «libriccino». Woolf continua a sperimentare forme di narrazione innovative ma, a differenza di La signora Dalloway e Gita al faro, nelle quali le sperimentazioni narrative si concentrano nel superamento della trama come elemento conduttore. Orlando presenta una trama molto articolata che si sviluppa nel corso di quattro secoli. 

Il lettore non ha l'impressione di avere tra le mani un libro di avventure, grazie alla straordinaria capacità di Virginia Woolf di dipingere ritratti psicologici, sentimentali e relazionali dei personaggi dando l'impressione di avere una trama volta ad esaltare questi aspetti piuttosto che personaggi funzionali allo svolgimento di essa. L'elemento centrale del romanzo sembra essere il personaggio di Orlando e l'opera lascia trasparire una lucida analisi dei rapporti di genere nelle società inglesi dei tre secoli, lungo i quali si articola la trama (XVII, XVIII, XIX). 
Il romanzo è dedicato alla poetessa Vita Sackville-West, con la quale l'autrice intrattenne una relazione; il figlio di Vita, Nigel Nicolson, definì Orlando «la più lunga lettera d'amore della storia». È possibile rintracciarvi alcuni elementi biografici della stessa (ad esempio, Vita Sackville-West era solita frequentare la società in abiti maschili, proprio come Orlando). Nella lunga relazione epistolare delle due scrittrici vi sono molte lettere in cui la Woolf chiede a Vita Sackville-West informazioni di ogni tipo, volte a costruire quello che sarà il suo ritratto nel libro. Per quanto fosse un gioco per entrambe, Virginia Woolf non lasciò mai che Vita Sackville-West leggesse qualcosa prima dell'uscita del libro.

## Trama
Orlando è un giovane inglese di una famiglia agiata; quando incontra la regina Elisabetta I, lei decide di portarlo a corte. Fino alla morte della regina Orlando vive come suo cortigiano prediletto; in seguito resta alla corte del successore Giacomo I.
Durante un inverno Orlando inizia una relazione con Sasha, figlia dell'ambasciatore russo, che però lo abbandonerà. Tornato nella casa natia Orlando fa la strana esperienza di un sonno lungo una settimana, in seguito al quale decide di partire per l'Asia orientale come ambasciatore. Qui, dopo diversi anni di missione che gli valgono un'ulteriore onorificenza, Orlando dormirà di nuovo per sette giorni consecutivi, ma questa volta si sveglierà donna. Nella sua nuova identità femminile Orlando passa un periodo come nomade insieme a una carovana di zingari apprezzando la condizione femminile presso i nomadi, che ella giudica più libera rispetto a quanto aveva visto in Inghilterra.
La protagonista tornerà a Londra spinta dal proprio amore per la poesia. A questo punto la sua vita si divide tra la casa natia, dove avrà modo di comporre versi e di ospitare poeti famosi, e il centro di Londra dove frequenta indifferentemente la società altolocata e prostitute.
Orlando troverà per caso l'amore nell'avventuriero Lord Bonthrop Shelmerdine. Il romanzo termina nel 1928 quando Orlando è ormai una scrittrice di successo grazie al poema La Quercia che ha scritto durante gran parte della sua vita.

## Opere derivate
- Il romanzo è stato adattato molte volte. Nel 1989 Robert Wilson e Darryl Pinckney hanno elaborato una versione teatrale dell'opera: la prima mondiale è stata il 21 novembre 1989 alla Schaubühne di Berlino, con Jutta Lampe nel ruolo dell'unica protagonista;[3][4] la prima in lingua francese nel 1993 al Théâtre Vidy-Lausanne di Losanna con Isabelle Huppert;[3] la prima in lingua inglese nel 1996 all'Edinburgh International Festival con Miranda Richardson[3].
- Il film Orlando, realizzato da Sally Potter, uscì nel 1992, con Tilda Swinton come protagonista[5][6].
- Un altro adattamento teatrale, di Sarah Ruhl, è andato in scena a New York nel 2010[7][8].
- Il film documentario Orlando, ma biographie politique di Paul B. Preciado.

## Edizioni
- (EN) Orlando: A Biography, Richmond, Hogarth Press, 1928.

Traduzioni italiane
- Orlando, traduzione di Alessandra Scalero, Milano, Mondadori, 1933, 2017.
- Orlando, traduzione di Alessandra Scalero, Introduzione a cura di Attilio Bertolucci, Milano, Garzanti, 1978-1986. - Collana Il disoriente, Intra, 2021, ISBN 979-12-800-3584-4.
- Orlando, traduzione di Alberto Rossatti, Introduzione di Viola Papetti, Collana Superclassici, Milano, BUR, 1993, ISBN 978-88-171-5180-1. - Collana Grandi Classici, Milano, BUR, 2016, ISBN 978-88-170-8940-1; in Romanzi, Introduzione di Roberto Bertinetti, Collana Radici, Milano, BUR, 2012, ISBN 978-88-170-5489-8.
- Orlando, traduzione di e Prefazione di Maura Del Serra, Introduzione di Armanda Guiducci, Roma, Newton Compton, 1994.
- Orlando, traduzione di Silvia Rota Sperti, Collana UEF. I Classici n.282, Milano, Feltrinelli, 2017, ISBN 978-88-07-90282-6.
- Orlando, trad. e cura di Mario Fortunato, Collana Classici contemporanei, Milano-Firenze, Bompiani, 2018, ISBN 978-88-452-9562-1.
- Orlando, traduzione di Bianca Bernardi, introduzione di Attilio Bertolucci, Collana I grandi libri, Milano, Garzanti, 2021, ISBN 978-88-118-1816-8.
- Orlando, trad. e cura di Sara Sullam, Collana Oscar Moderni. Cult, Milano, Mondadori, 2023, ISBN 978-88-047-5344-5.
- Orlando, traduzione di Nadia Fusini, Collana Le Grandi Scrittrici, Vicenza, Neri Pozza, 2023, ISBN 978-88-545-2871-0.
- Orlando, traduzione di Daniela Di Falco, Collana Grande Biblioteca, Santarcangelo di Romagna, Rusconi, 2024, ISBN 978-88-180-3929-0.